# Часовня (приток Вотгати)
Часовня — река в Кадыйском районе Костромской области России, левый приток Вотгати.
Длина — 10 км. Исток — в болотах в районе деревни Митино, впадает в Вотгать в 20 км от её устья, у посёлка Вёшка.

## Данные водного реестра
По данным государственного водного реестра России относится к Верхневолжскому бассейновому округу, водохозяйственный участок реки — Волга от города Кострома до Горьковского гидроузла (Горьковское водохранилище), без реки Унжа, речной подбассейн реки — Волга ниже Рыбинского водохранилища до впадения Оки. Речной бассейн реки — (Верхняя) Волга до Куйбышевского водохранилища (без бассейна Оки).
Код объекта в государственном водном реестре — 08010300412110000014305.